# A287 road
Die A287 ist eine Class-I-Straße, die 1923 zwischen der A286 bei Haslemere und der A30 südwestlich von Hook festgelegt wurde. Eine Besonderheit in ihrem Verlauf war die Unterbrechung in Farnham. Dort wurde sie durch die Class-II-Straße B3001 (South Street) und A31 (The Borough) unterbrochen. Der Unterbrechungsabschnitt ist mittlerweile komplett auf die A325 übergegangen, die einen Einbahnstraßenring um das Stadtzentrum von Farnham hat. Eine weitere Unterbrechung hatte sie an der A32 kurz vor Hook. Diese hat sie heute nicht mehr durch größere Änderungen des Verlaufes der A32. Auf ihrem Weg kreuzt sie die A3 und verläuft dadurch weiter in den Straßen der Zone 3. Um Odiham und North Warnborough wurde die A287 auf eine Umgehungsstraße zur ehemaligen A32 gelegt. Ihr Verlauf durch Odiham wurde zu einer niedrigeren Klasse ohne öffentliche Nummerierung abgestuft.